# Salicaceae
Famille
Classification APG III (2009)
Les Salicaceae (les Salicacées) sont une famille de plantes à fleurs dicotylédones de l'ordre des Malpighiales. C'est la famille des saules qui comprend de nombreuses espèces allant des sous-arbrisseaux aux arbres en plaine et en montagne. C'est dans le genre Salix que l'on trouve les espèces qui produisent l'osier ; c'est aussi la famille des peupliers (genre Populus).
Classiquement, la famille comprend 350 espèces réparties en 2 à 3 genres :
- Populus
- Salix
- († Chosenia)

## Écologie
Ce sont des arbres ou des arbustes (ex. : Salix repens) des régions froides à tempérées, à croissance souvent rapide, souvent associées aux berges (espèces rivulaires et zones humides), qui constituent l'essentiel de la nourriture du castor (espèce autrefois présente sur presque tous les cours d'eau de l'hémisphère nord, qui mangeait l'écorce des Salicacées et en utilisait les branches pour construire ses huttes et ses barrages. Par leur pouvoir élevé d'évapotranspiration et la capacité de leurs racines à fixer les sols et à y pomper les nitrates, avec les aulnes, ils jouent un rôle important dans le cycle de l'eau. On a autrefois utilisé les Salicacées (dont le saule taillé en saule têtard) pour « assainir » et drainer les zones humides (en Flandre maritime par exemple). Ils sont adaptés aux grandes plaines d'inondation.

## Étymologie
Le nom vient du genre type Salix qui le nom latin du Saule.

## Classification
La Classification de Cronquist attribuait cette famille à l'ordre de Salicales.
La classification phylogénétique APG II (2003) la situe maintenant dans l'ordre les Malpighiales et lui attribue une partie des Flacourtiacées et la famille des Scyphostégiacées avec Scyphostegia borneens. Elle comprend maintenant environ 1 000 espèces et 55 genres.

## Liste des genres
Selon Angiosperm Phylogeny Website (25 mai 2010) :
- Abatia
- Aphaerema
- Azara
- Banara
- Bartholomaea
- Bembicia
- Bennettiodendron
- Bivinia
- Byrsanthus
- Calantica
- Carrierea
- Casearia
- Dissomeria
- Dovyalis
- Euceraea
- Flacourtia
- Gerrardina
- Hasseltia Kunth
- Hasseltiopsis Sleumer
- Hecatostemon
- Hemiscolopia
- Homalium
- Idesia
- Itoa
- Laetia
- Lasiochlamys
- Ludia
- Lunania
- Macrohasseltia L.O.Williams
- Mocquerysia
- Neopringlea
- Neoptychocarpus
- Olmediella
- Oncoba
- Ophiobotrys
- Osmelia
- Phyllobotryon
- Phylloclinium
- Pineda
- Pleuranthodendron L.O.Williams
- Poliothyrsis
- Populus
- Priamosia
- Prockia P.Browne ex L.
- Pseudoscolopia
- Pseudosmelia
- Ryania
- Salix
- Samyda
- Scolopia
- Scyphostegia
- Tetrathylacium
- Tisonia
- Trimeria
- Xylosma
- Zuelania

Selon NCBI (25 mai 2010) :
- tribu Abatieae
  - Abatia
  - Aphaerema
- tribu Bembicieae
  - Bembicia
- tribu Flacourtieae
  - Azara
  - Bennettiodendron
  - Carrierea
  - Dovyalis
  - Flacourtia
  - Idesia
  - Itoa
  - Lasiochlamys
  - Ludia
  - Lunania
  - Olmediella
  - Poliothyrsis
  - Priamosia
  - Tisonia
  - Xylosma
- tribu Homalieae
  - Bartholomaea
  - Bivinia
  - Calantica
  - Dissomeria
  - Homalium
  - Neopringlea
  - Trimeria
- tribu Prockieae
  - Banara
  - Hasseltia
  - Hasseltiopsis
  - Macrohasseltia
  - Neosprucea
  - Pineda
  - Pleuranthodendron
  - Prockia
- tribu Saliceae
  - Chosenia
  - Populus
  - Salix
  - Toisusu
- tribu Samydeae
  - Casearia
  - Euceraea
  - Hecatostemon
  - Laetia
  - Neoptychocarpus
  - Ryania
  - Samyda
  - Tetrathylacium
  - Zuelania
- tribu Scolopieae
  - Hemiscolopia
  - Phyllobotryon
  - Pseudoscolopia
  - Scolopia
- Scyphostegia
- Salicaceae incertae sedis
  - Oncoba

Selon DELTA Angio (25 mai 2010) :
- Chosenia
- Populus
- Salix

Selon ITIS (4 juillet 2015) :
- Banara Aubl.
- Casearia Jacq.
- Dovyalis E. Mey. ex Arn.
- Flacourtia Comm. ex L'Hér.
- Homalium Jacq.
- Laetia Loefl. ex L.
- Lunania Hook.
- Oncoba Forssk.
- Populus L.
- Prockia P. Browne ex L.
- Salix L.
- Samyda Jacq.
- Xylosma G. Forst.